# Opel Astra H
Opel Astra H (укр. Опель Астра Ейч) — третє покоління автомобілів компактного класу Opel Astra німецької фірми Opel концерну General Motors.

## Опис

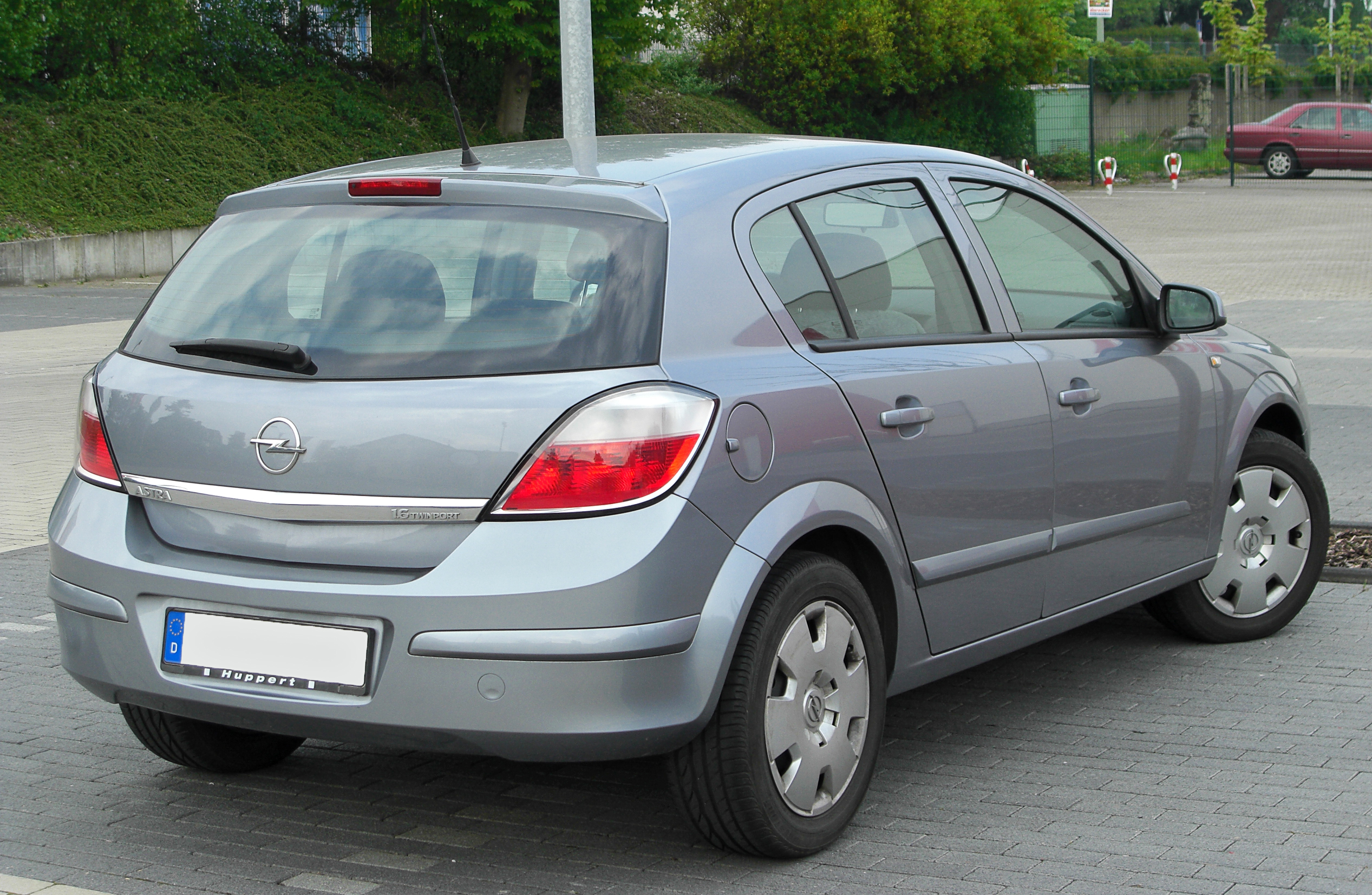
Opel Astra 5дв. (2004—2007)

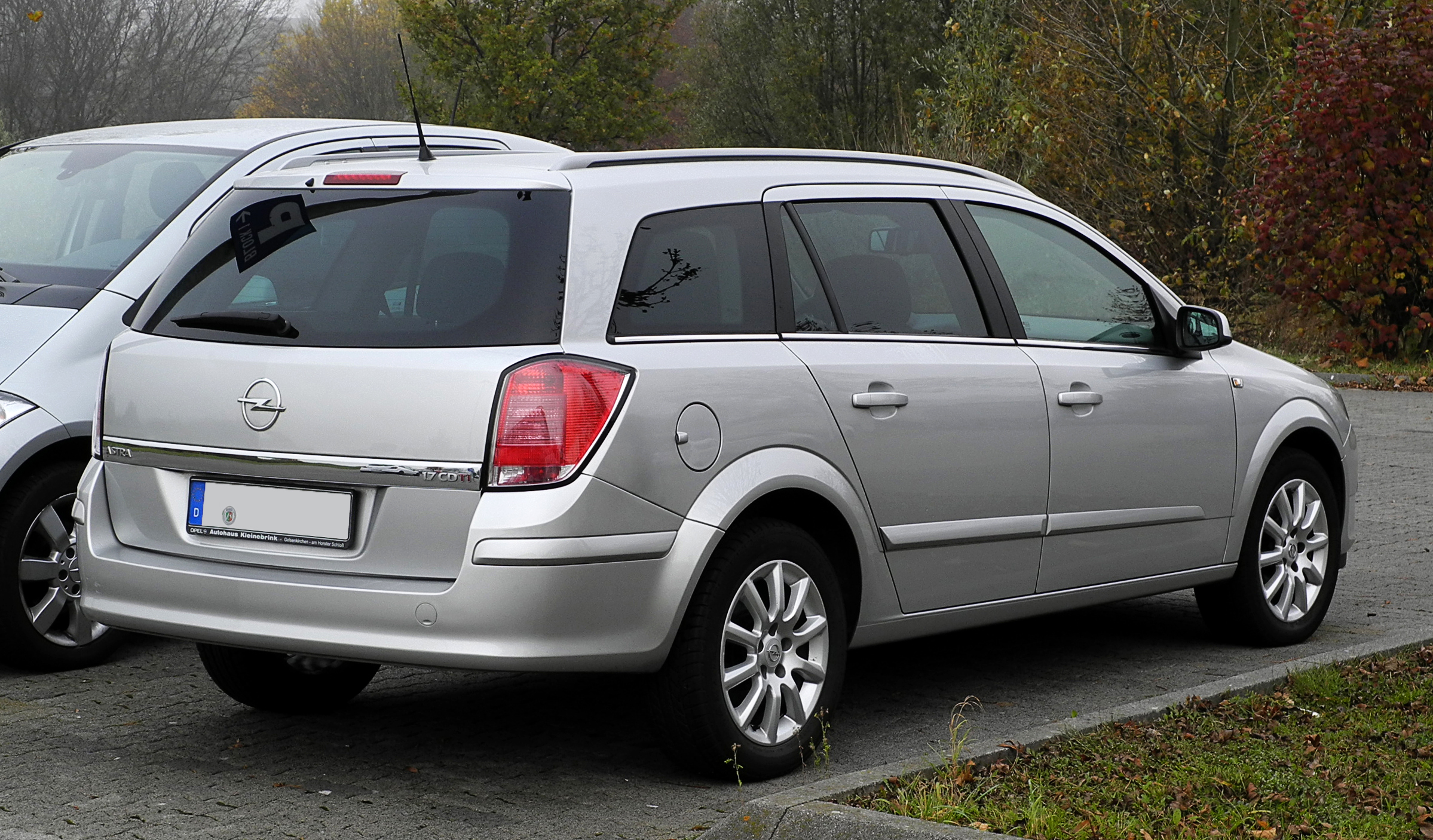
Opel Astra Caravan (2004—2007)

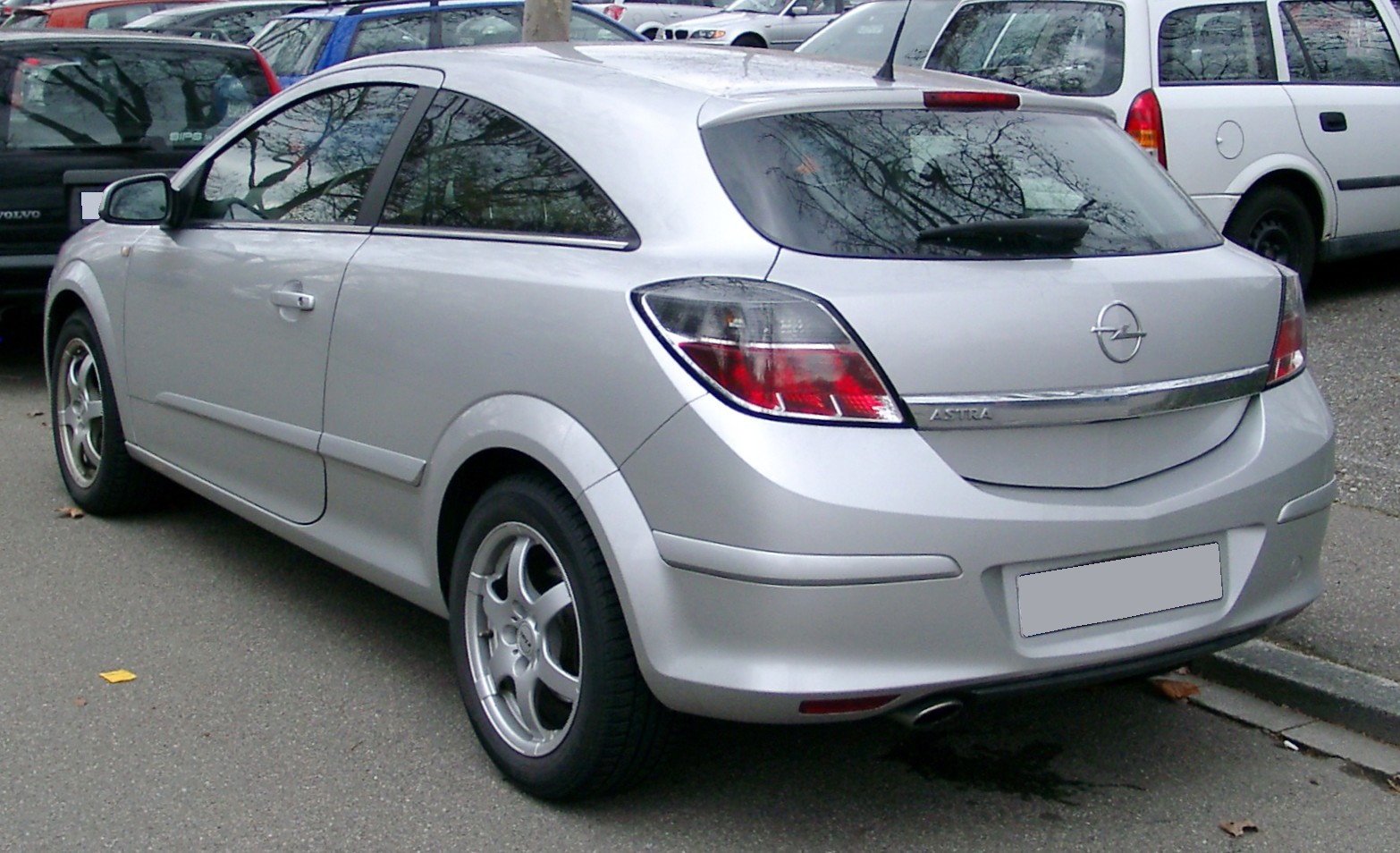
Opel Astra GTC (2005—2007)

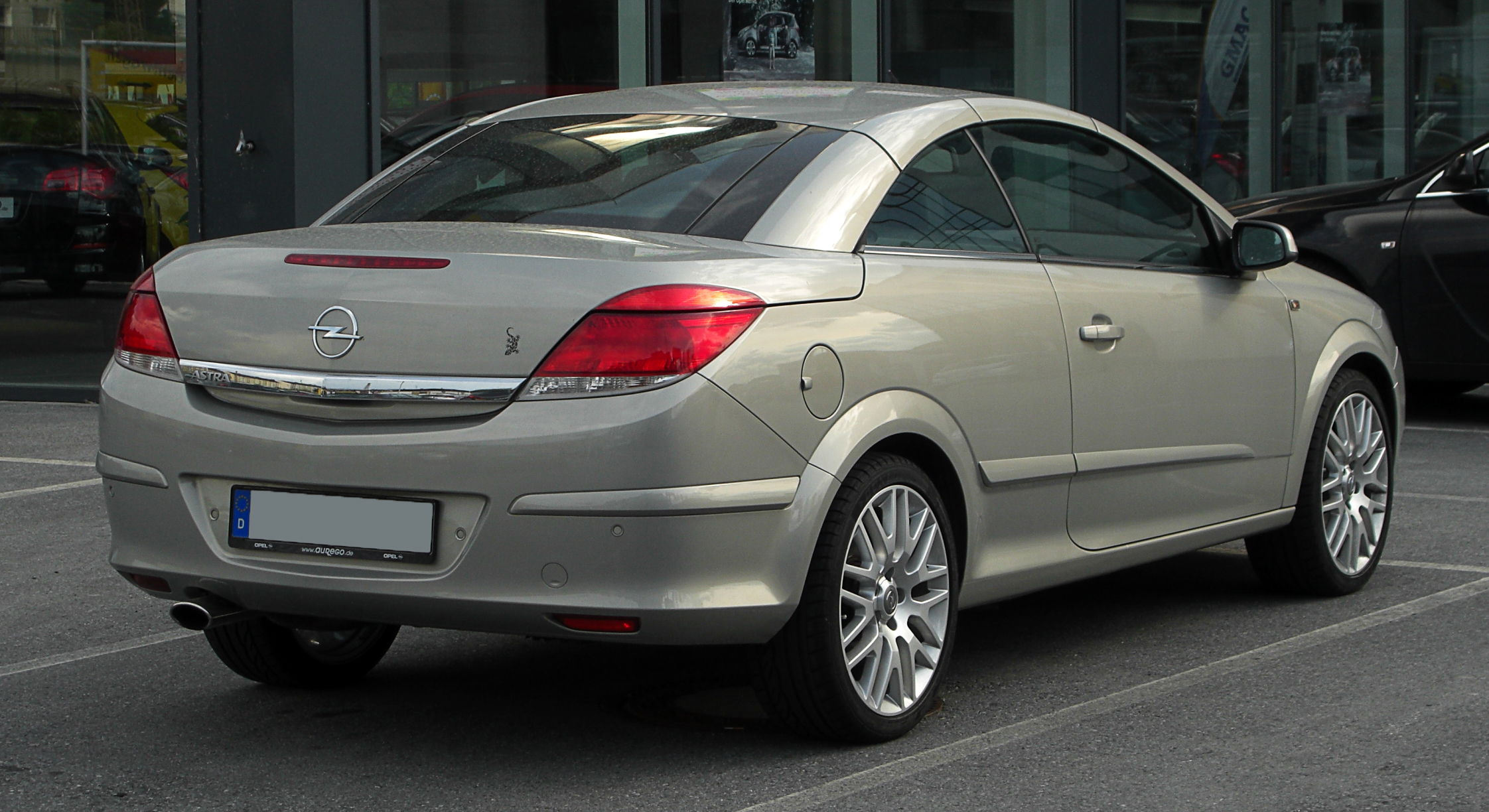
Opel Astra TwinTop (2006—2010)

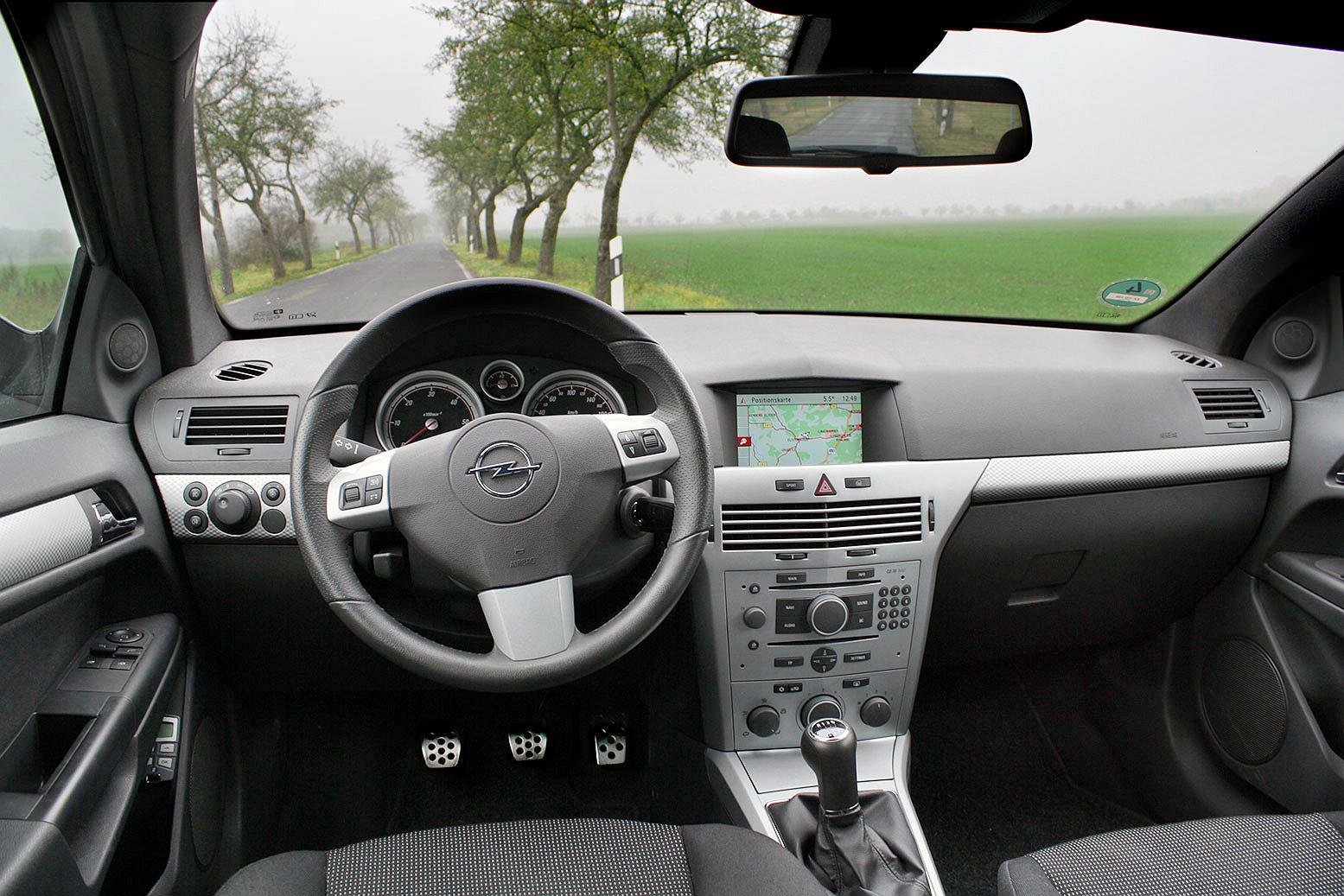

У березні 2004 року на ринок надійшов п'ятидверний хетчбек Opel Astra H, універсал з'явився в кінці 2004 року, а спортивний трехдверний хетчбек GTC (Gran Tourismo Compact) для європейських ринків, Великої Британії та Австралії став випускатися з 2005 року. Це восьме покоління лінійки Kadett/Astra. Машина базується на платформі Delta, яку також використовують Opel Zafira, Chevrolet Cobalt, Chevrolet HHR і деякі інші моделі концерну GM.
Застаріла модель Opel Vectra B в Бразилії була замінена седаном Astra H, і цей автомобіль випускався під маркою Chevrolet Vectra, поки він не був замінений на Chevrolet Cruze в 2011 році. Після дебюту на міжнародному автосалоні в Стамбулі в 2006 році Chevrolet Vectra став випускатися на євразійському ринку, а також в Ірландії з 2008 року. У вересні 2007 року 5-дверний хетчбек Astra H почав проводитися в Бразилії і випускався під маркою Chevrolet Vectra GT.
У Мексиці виробництво Chevrolet Astra було припинено в 2008 році, його замінив седан Chevrolet Cruze.
Відмінними рисами нової Astra H стали більш стрімкі лінії кузова, а також нова головна і задня оптика, виконана в стилі моделі Opel Signum. Інтер'єр новинки відрізняється високою якістю використовуваних матеріалів і стильним дизайном. Третє покоління включає в себе трьох-і п'ятидверний хетчбек, а також універсал (Caravan) і кабріолет.
Гамма двигунів представлена: бензиновими двигунами 1,4 л (90 к.с.), 1,6 л (105 к.с.), 1,8 л (125 к.с.) і 2,2-літра, а також 1,3- і 1,9 л турбодизелями. Покупцям пропонується на вибір — ручна п'ятиступінчаста коробка передач, п'ятиступінчастий секвентальний електронний автомат (Easytronic), чотирьохступінчаста класична коробка-автомат або нова шестиступінчаста ручна коробка (для турбо-версії). Підвіска — спереду McPherson, ззаду напівзалежна балка.
Обсяг вантажного відсіку Opel Astra Caravan останнього покоління складе 580 літрів, що на 50 літрів більше, ніж на моделі попереднього покоління. Відзначимо також, що для цієї новинки буде запропонована також система FlexOrganizer, що дозволяє оптимізувати розміщення поклажі в вантажному відсіку, що вперше з'явилася на універсалі Opel Vectra.
Не можна не відзначити також, що нове покоління цієї моделі відповідає всім сучасним вимогам безпеки і отримало безліч нових систем пасивної і активної безпеки, включаючи адаптивні подушки безпеки.
Новий Opel Astra володіє вражаючим для свого класу набором базових і додаткових опцій. Opel Astra оснащується адаптивною системою електронного управління параметрами підвіски (IDSPlus); системою безступінчатого регулювання її характеристик (CDC); система IDS plus забезпечує гарні динамічні характеристики автомобіля при виході на спортивний режим, який може бути включений простим натисканням спеціальної кнопки.
Вперше автомобілі такого класу оснащені адаптивною системою управління світловим пучком фар (AFL) і системою їх автоматичного включення при зниженні освітленості дороги.
Цільова група покупців Astra GTC складається як з любителів швидкої їзди, так і поціновувачів витонченого автомобільного стилю. Пропорції GTC, який коротший за базову версію на 15 мм, підкреслено динамічні. Погляд притягують короткі звіси кузова і більш рельєфна, ніж у п'ятидверної Astra, кормова частина. Похилий дах, трикутні бічні вікна і потужні боковини покликані говорити про бойовий характер автомобіля.
Від прототипу серійного автомобіля дісталися не тільки загальні обриси, а й чудова скляний дах, яку можна замовити в якості додаткового обладнання. Велика площа скління кузов дає хороший огляд.
Висока ергономіка водійського крісла і виконана з високоякісних матеріалів оздоблення салону підкреслюють достоїнства автомобіля. Дизайнерами передбачено кілька варіантів інтер'єру: від класичного сірого і чорного до яскраво-червоного і синього. Astra GTC пропонується в трьох рівнях виконання: Enjoy, Cosmo і Sport.

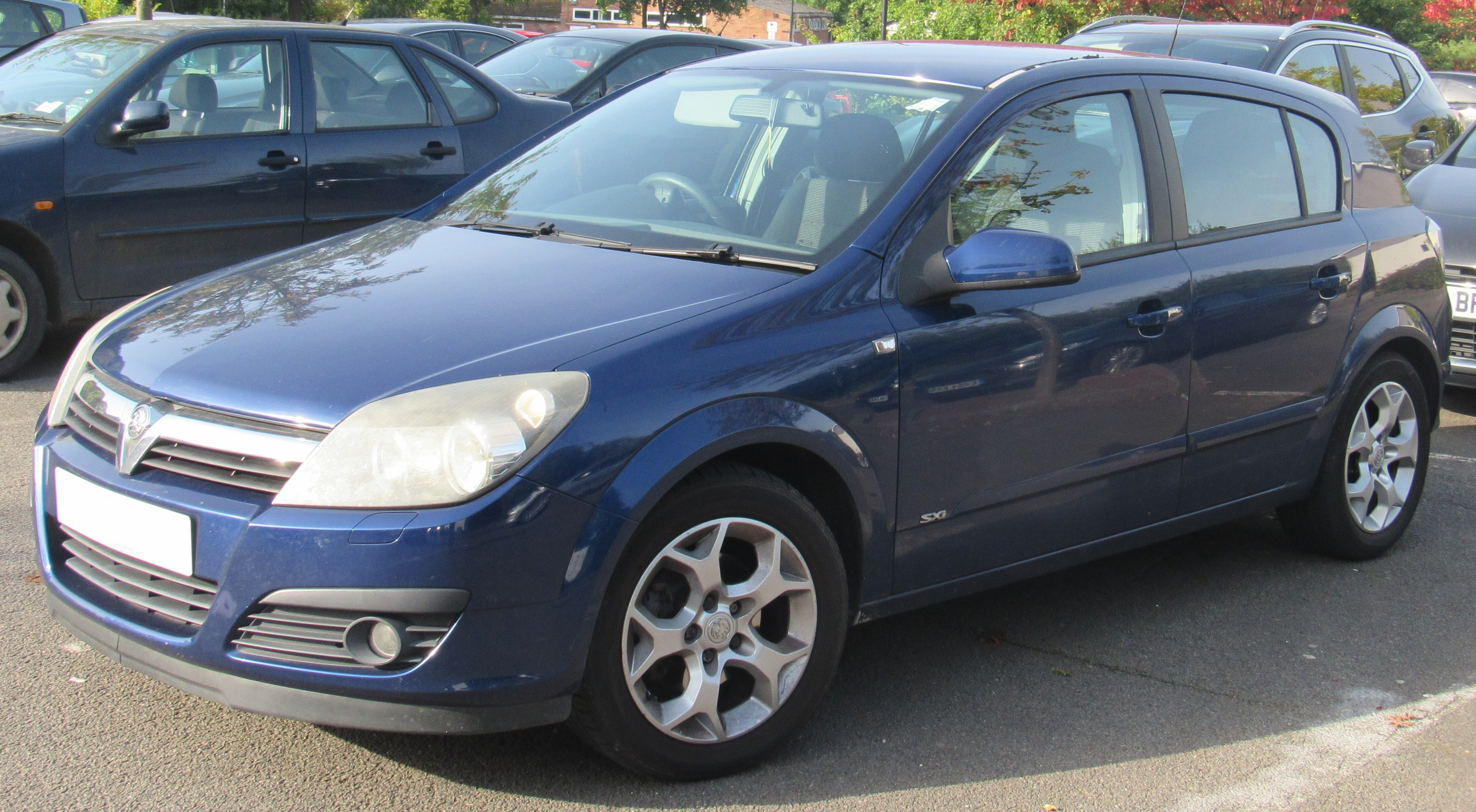
Vauxhall Astra (2004―2007)

Незважаючи на те, що автомобіль став коротше п'ятидверної версії, ззаду можуть комфортно розташуватися два дорослих пасажира. Без змін залишився обсяг багажника — він як і раніше становить 380 літрів. Але за рахунок того, що задні сидіння складаються в пропорції 60:40 в базовій комплектації або 40:20:40 в якості опції, простір багажного відсіку можна модулювати.
У стандартне оснащення автомобіля входять фронтальні і бічні подушки безпеки, CD-програвач, ABS, електросклопідйомники, зовнішні дзеркала з підігрівом, протизапорошений пакет, Break Assistant та інше обладнання. Серед опцій можна виділити набирають популярність CD-магнітоли з можливістю відтворення MP3- файлів, а також електронні системи ESP і HAS.

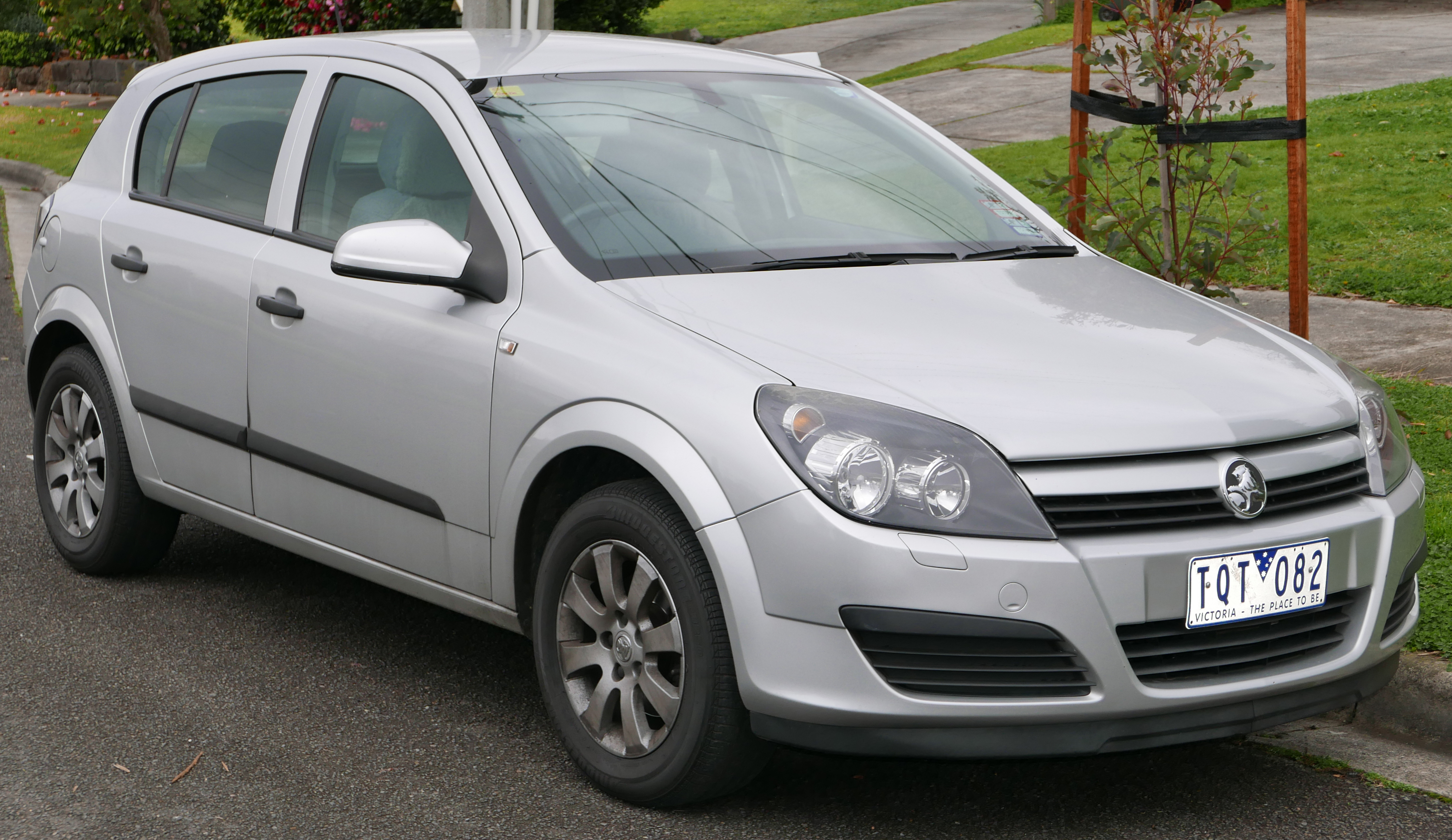
Holden Astra (2004―2007)

Для Astra GTC передбачена широка лінійка двигунів, що складається з п'яти бензинових і трьох дизельних, оснащених системою common-rail. Потужність моторів варіюється від 90 до 200 к.с., всі вони по чистоті вихлопу відповідають нормам Euro 4.
У лінійці бензинових силових агрегатів флагманським є 200-сильний турбований двигун об'ємом 2,0 літра. З ним Astra GTC розвиває максимальну швидкість 234 км/год. Серед турбодизелів топовим є 1,9-літровий двигун потужністю 150 к.с. Ці версії оснащені 6-ступінчастою механічною КПП і адаптивними підвісками Interactive Driving System (IDSPlus) з електронним контролем жорсткості амортизаторів.
Для Astra GTC передбачені адаптивні фари AFL з регулюванням світлового пучка в залежності від кута повороту передніх коліс. За допомогою кнопки SportSwitch водій може активізувати спортивний режим, який коригує дорожній просвіт і настройки акселератора. Загалом, все для отримання задоволення від водіння.
Трьохдверний Astra GTC виробляють в Бельгії, в Антверпені. Там же збирають універсал і хетчбек.

### Фейсліфтинг 2007

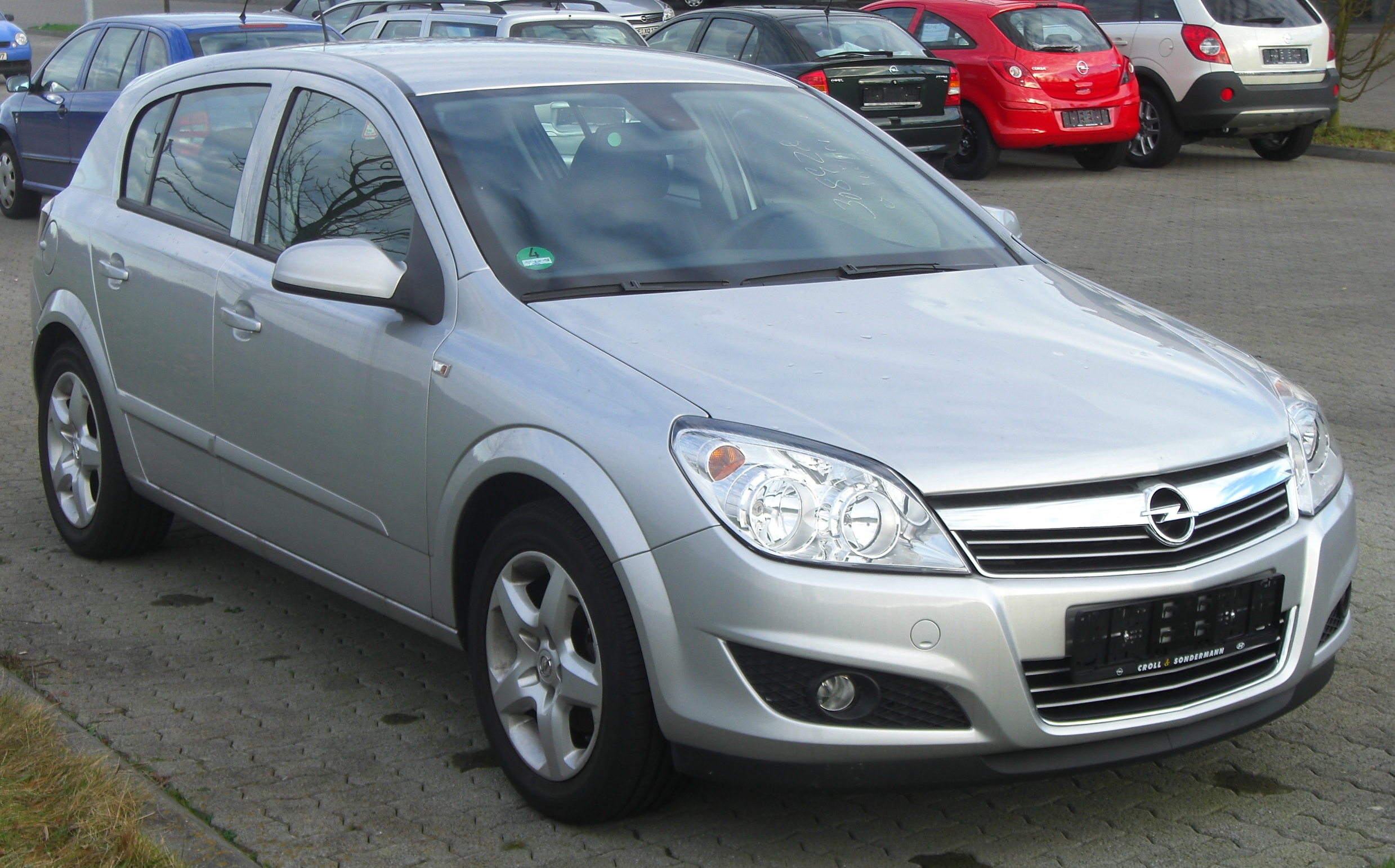
Opel Astra 5дв. (2007—2014)

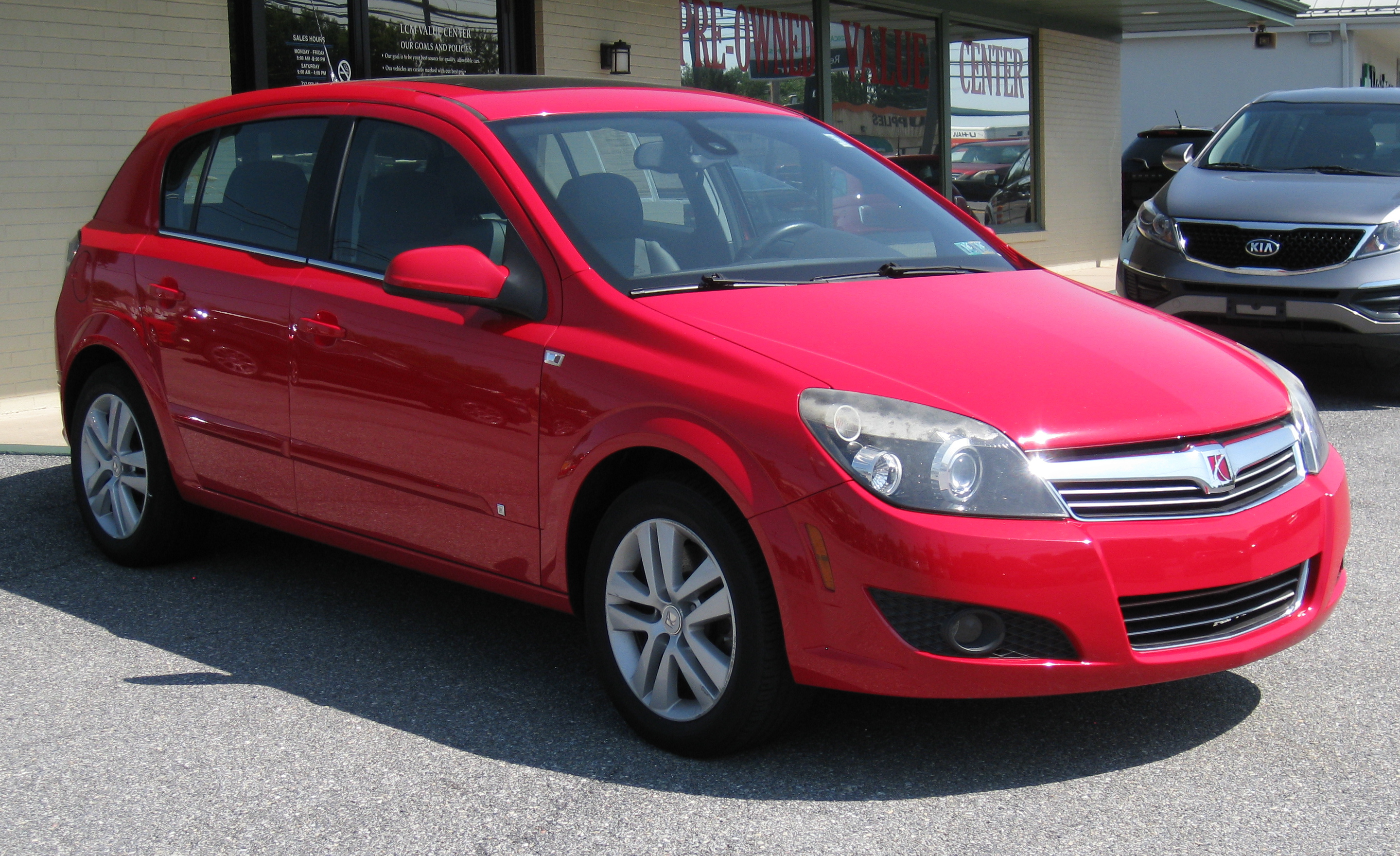
Saturn Astra 5дв. (2008―2009)

У 2007 році відбулася модернізація моделі, були замінені бампери, задні ліхтарі та ін. В цьому ж році з'явився седан.
Astra H досягла першого місця з продажу в Європі в 2007 році, а роком пізніше вийшла на ринок США під брендом Saturn, але через високу ціну провалилася.
У 2009 році, хоч і вийшло нове покоління моделі, виробництво в не було припинено, продовжилося виробництво на філіях Опеля, а також почалося на заводі Автотор в Калінінграді в Росії.
В 2010 році виробництво моделі для європейського ринку припинили, виключно для ринку Східної Європи модель продавали до 2014 року.

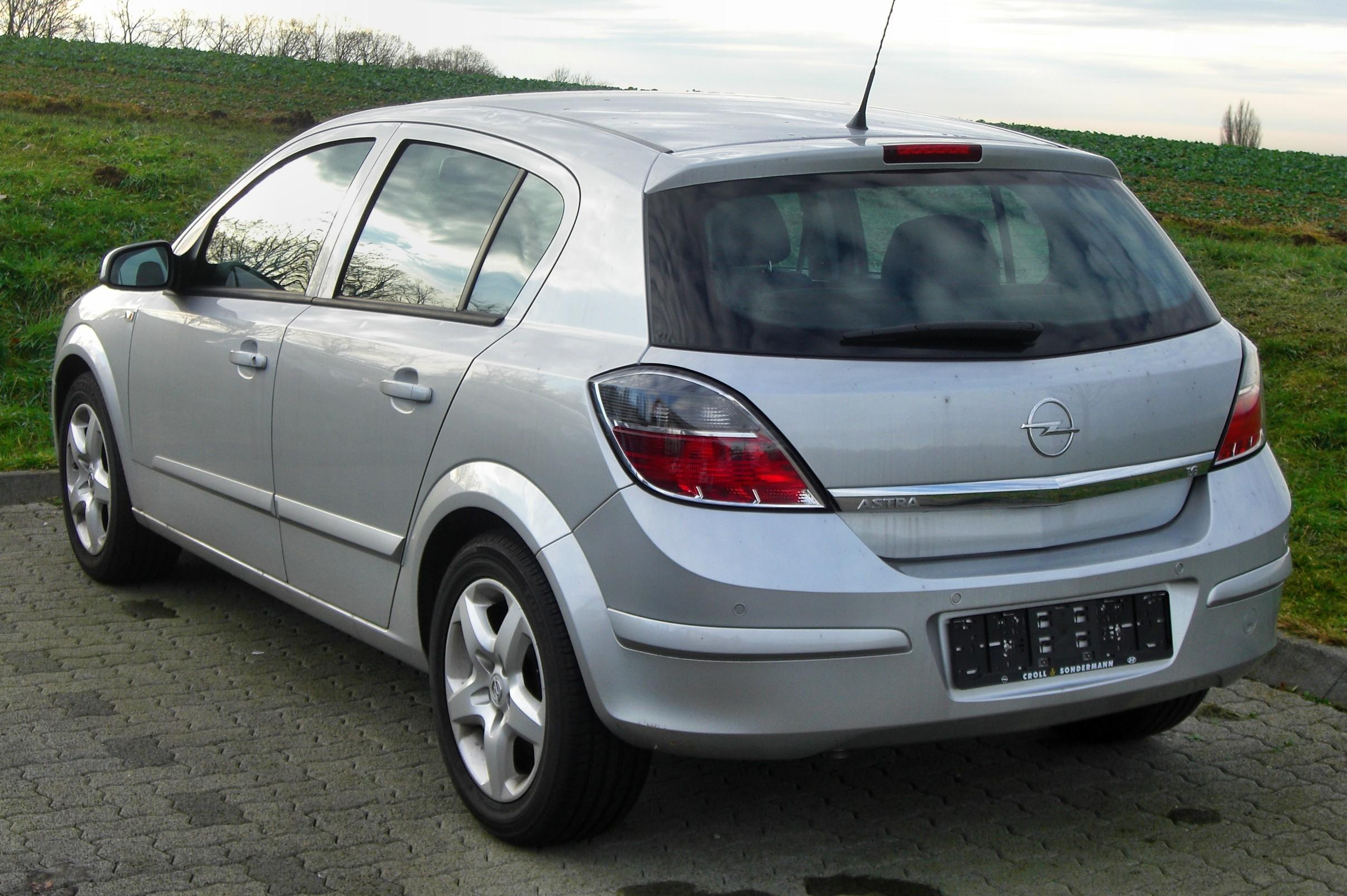
Opel Astra 5дв. (2007–2014)
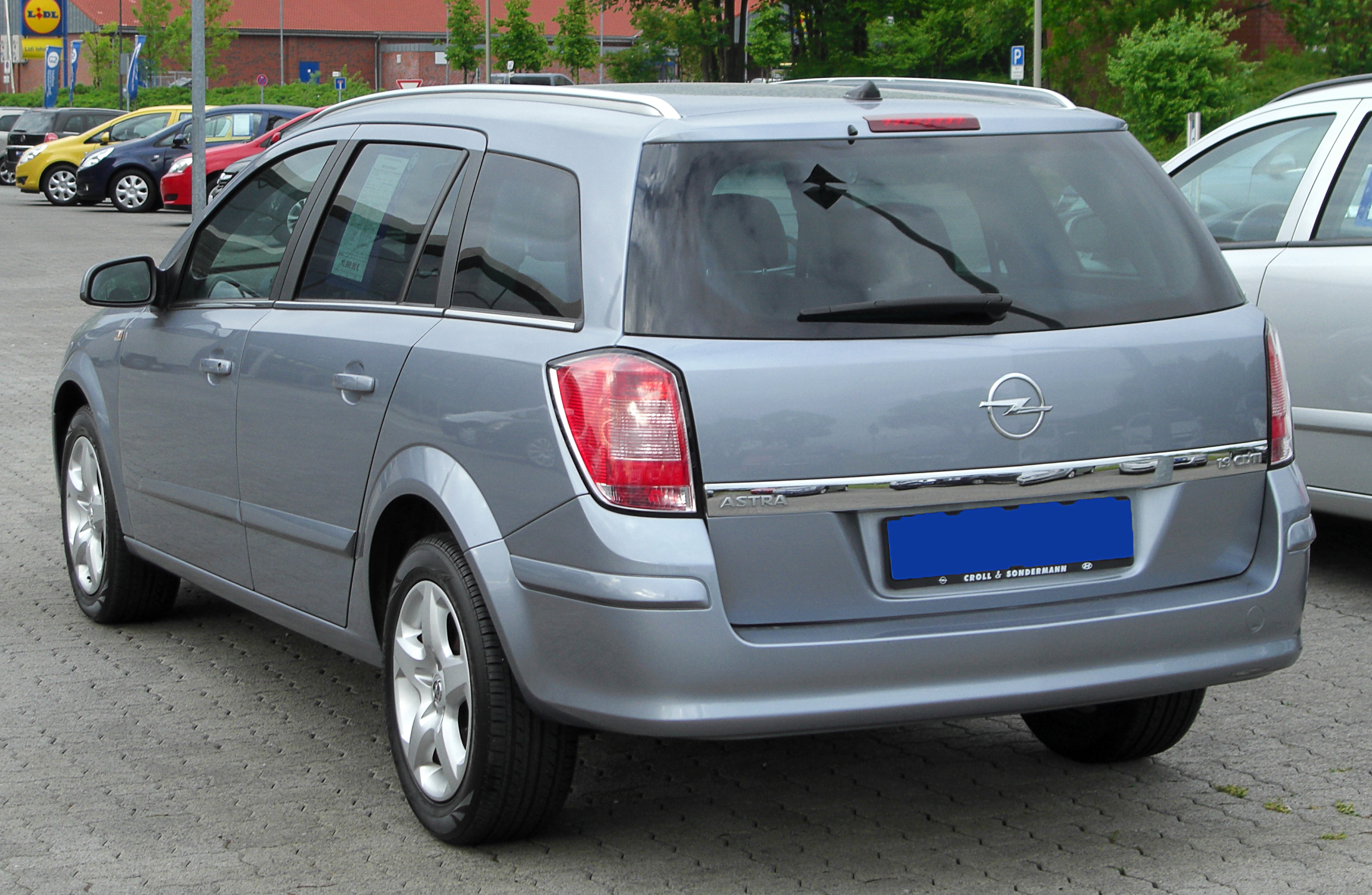
Opel Astra Caravan (2007–2014)
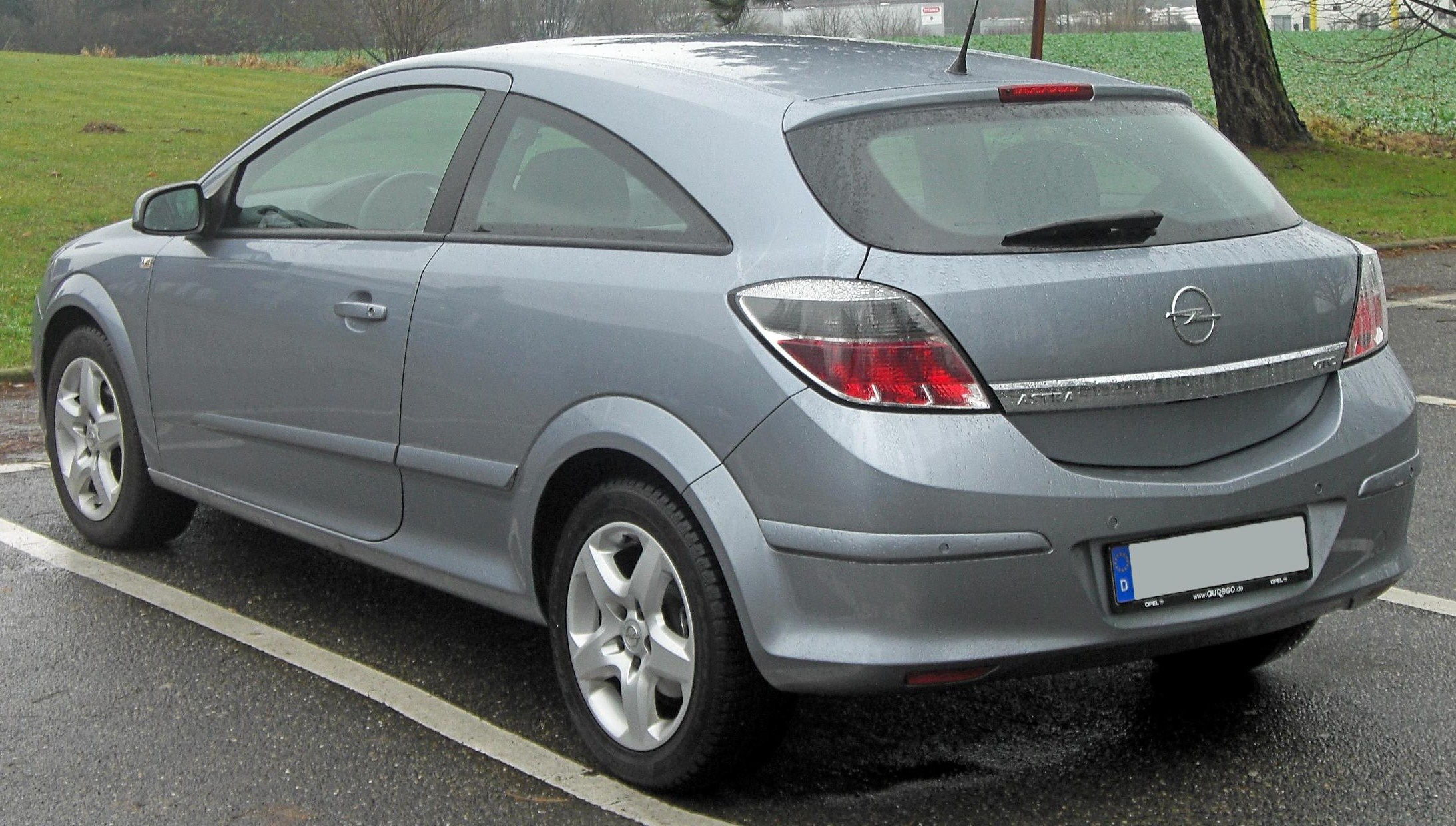
Opel Astra GTC (2007–2010)
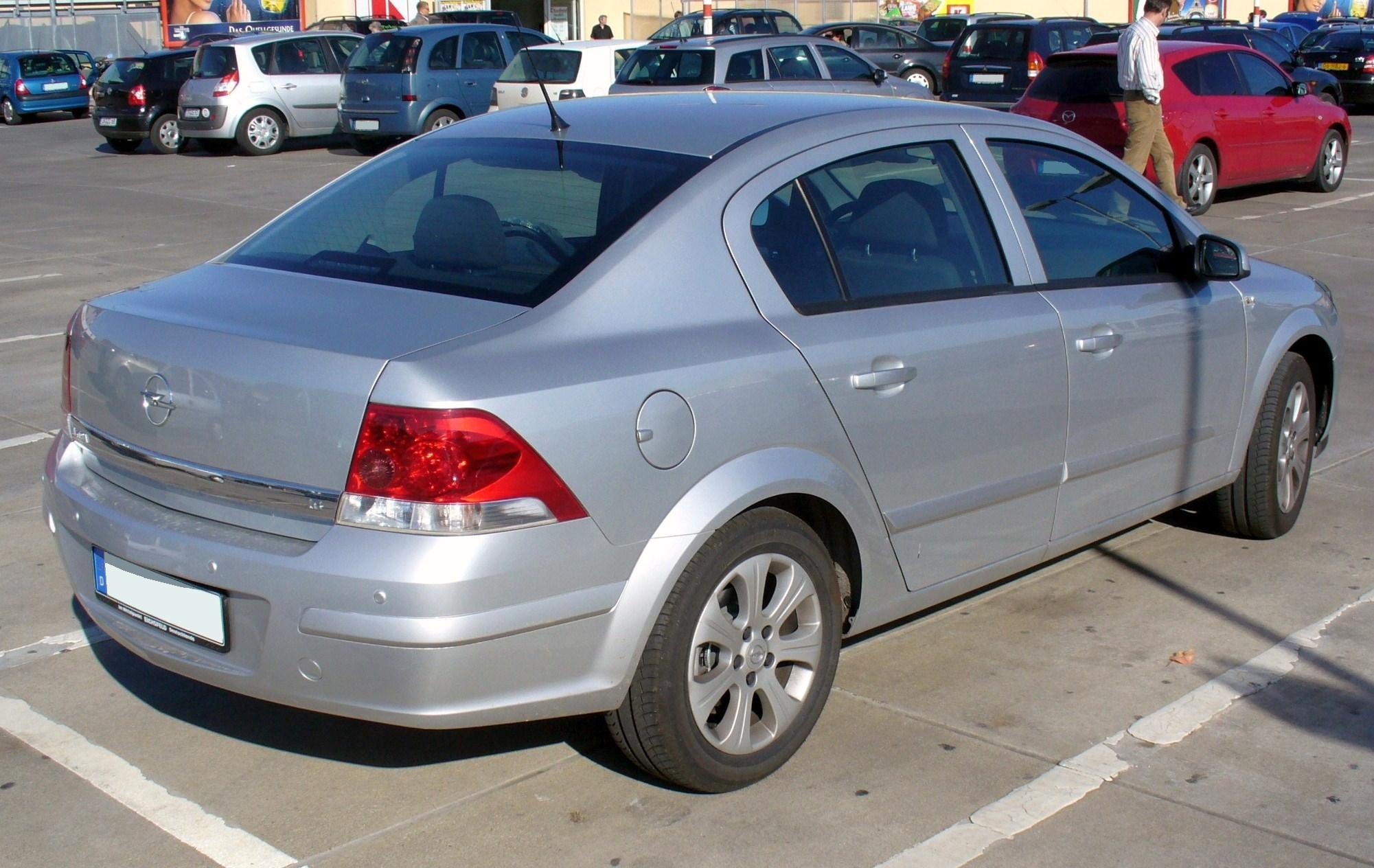
Opel Astra седан (2008–2014)

## Двигуни
Бензинові
- 1.4 L Z14XEL I4 75 к.с.
- 1.4 L Z14XEP I4 90 к.с.
- 1.6 L Z16XEP I4 105 к.с.
- 1.6 L Z16XE1 I4 105 к.с.
- 1.6 L Z16XER I4 115 к.с.
- 1.6 L Z16LET I4 (turbo) 179 к.с.
- 1.8 L Z18XE I4 125 к.с.
- 1.8 L Z18XER I4 140 к.с.
- 2.0 L Z20LEL I4 (turbo) 170 к.с.
- 2.0 L Z20LER I4 (turbo) 200 к.с.
- 2.0 L Z20LEH I4 (turbo) 241 к.с.
- 2.2 L Z22YH I4 (Австралія)

Газові
- 1,4 L LPG EcoFlex I4
- 1,6 L LPG EcoFlex I4
- 2.0 L Flexpower I4 (Бразилія)
- 2.4 L Flexpower I4 (Бразилія)

Дизельні
| Модель                     | Код двигуна                | Об'єм (см³)                | Потужність kW (к.с.) при об/хв | Крутний момент (Нм при об/хв) | Витрати пального л/100 км  | Викиди CO2, комбіновані    | КПП                                    | Примітки                   | Роки виробництва           |                            |
| Рядний чотирьохциліндровий | Рядний чотирьохциліндровий | Рядний чотирьохциліндровий | Рядний чотирьохциліндровий     | Рядний чотирьохциліндровий    | Рядний чотирьохциліндровий | Рядний чотирьохциліндровий | Рядний чотирьохциліндровий             | Рядний чотирьохциліндровий | Рядний чотирьохциліндровий | Рядний чотирьохциліндровий |
| -------------------------- | -------------------------- | -------------------------- | ------------------------------ | ----------------------------- | -------------------------- | -------------------------- | -------------------------------------- | -------------------------- | -------------------------- | -------------------------- |
| 1.3 CDTI                   | Z13DTH                     | 1248                       | 66 (90)/4000                   | 200/1750–2500                 | 4,8                        | 130 г/км                   | 6-ст. МКПП або 6-ст. АКПП              |                            | 05/2005–09/2010            |                            |
| 1.7 CDTI                   | Z17DTL                     | 1686                       | 59 (80)/4400                   | 170/1800–2800                 | 4,9                        | 132 г/км                   | 5-ст. МКПП                             | без GTC                    | 03/2004–06/2005            |                            |
| 1.7 CDTI                   | Z17DTH                     | 1686                       | 74 (100)/4400                  | 240/2300                      | 5,0                        | 135 г/км                   | 5-ст. МКПП або 6-ст. МКПП              |                            | 03/2004–03/2007            |                            |
| 1.7 CDTI (DPF)             | Z17DTJ/A17DTJ              | 1686                       | 81 (110)/3800                  | 260/2300                      | 5,2                        | 138 г/км                   | 6-ст. МКПП                             |                            | 04/2007–09/2010            |                            |
| 1.7 CDTI ecoFLEX           | Z17DTJ/A17DTJ              | 1686                       | 81 (110)/3800                  | 260/2300                      | 4,5                        | 119 г/км                   | 6-ст. МКПП                             |                            | 11/2008–09/2010            |                            |
| 1.7 CDTI                   | Z17DTR/A17DTR              | 1686                       | 92 (125)/4000                  | 280/2300                      | 5,4                        | 143 г/км                   | 6-ст. МКПП                             |                            | 04/2007–09/2010            |                            |
| 1.9 CDTI                   | Z19DTL                     | 1910                       | 74 (100)/3500                  | 260/1700–2500                 | 6,0                        | 162 г/км                   | 6-ст. МКПП                             |                            | 07/2005–09/2010            |                            |
| 1.9 CDTI                   | Z19DT                      | 1910                       | 88 (120)/3500                  | 280/2000–2750                 | 6,0                        | 162 г/км                   | 6-ст. МКПП / 6-ст. АКПП з ActiveSelect |                            | 07/2005–09/2010            |                            |
| 1.9 CDTI                   | Z19DTJ                     | 1910                       | 88 (120)/4000                  | 280/2000–2750                 | 5,8                        | 158 г/км                   | 6-ст. МКПП                             |                            | 03/2004–06/2005            |                            |
| 1.9 CDTI                   | Z19DTH                     | 1910                       | 110 (150)/4000                 | 320/2000–2750                 | 5,8                        | 157 г/км                   | 6-ст. МКПП                             | також Twin Top             | 11/2004–09/2010            |                            |

## Astra OPC

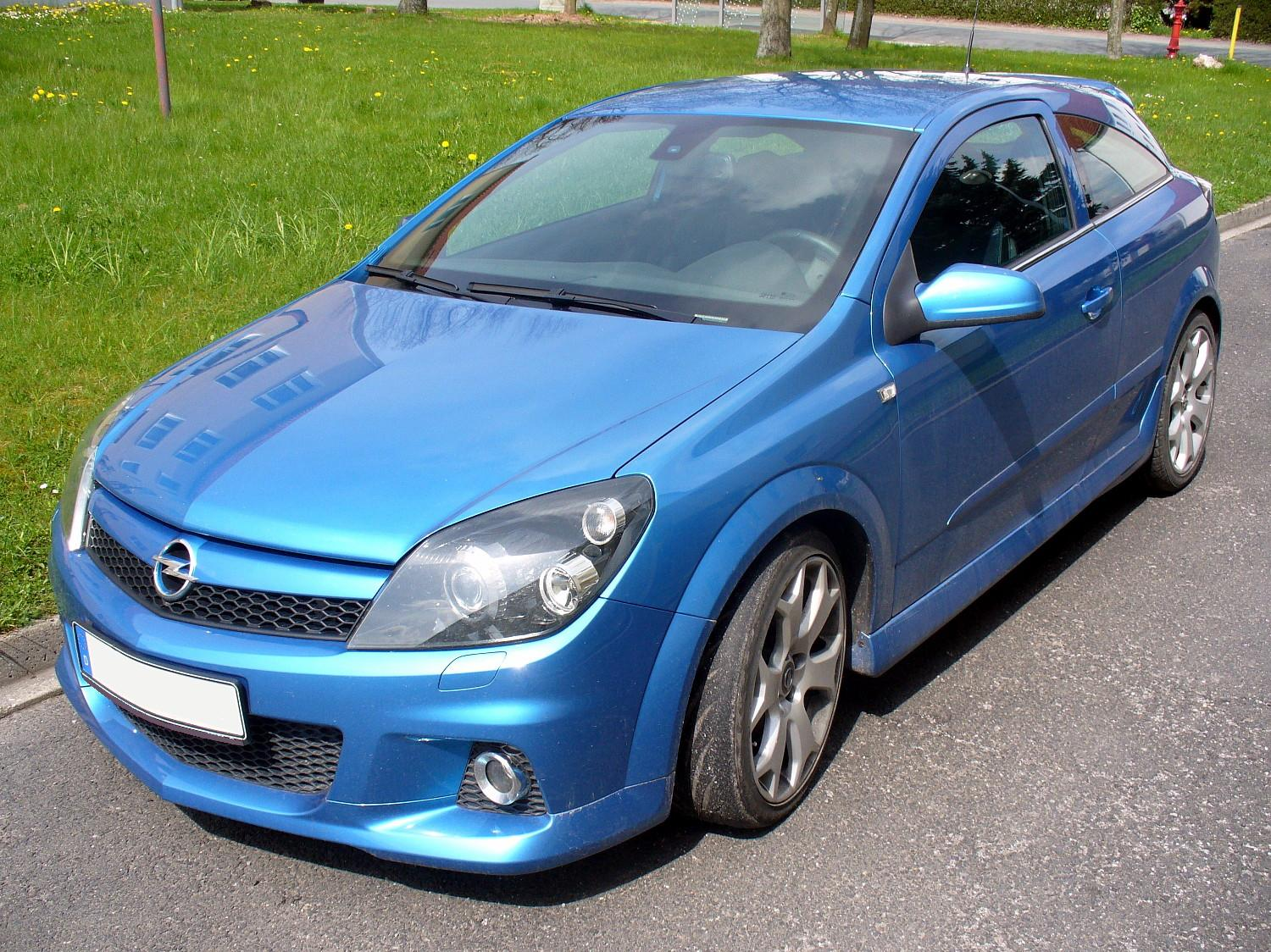
Opel Astra OPC II

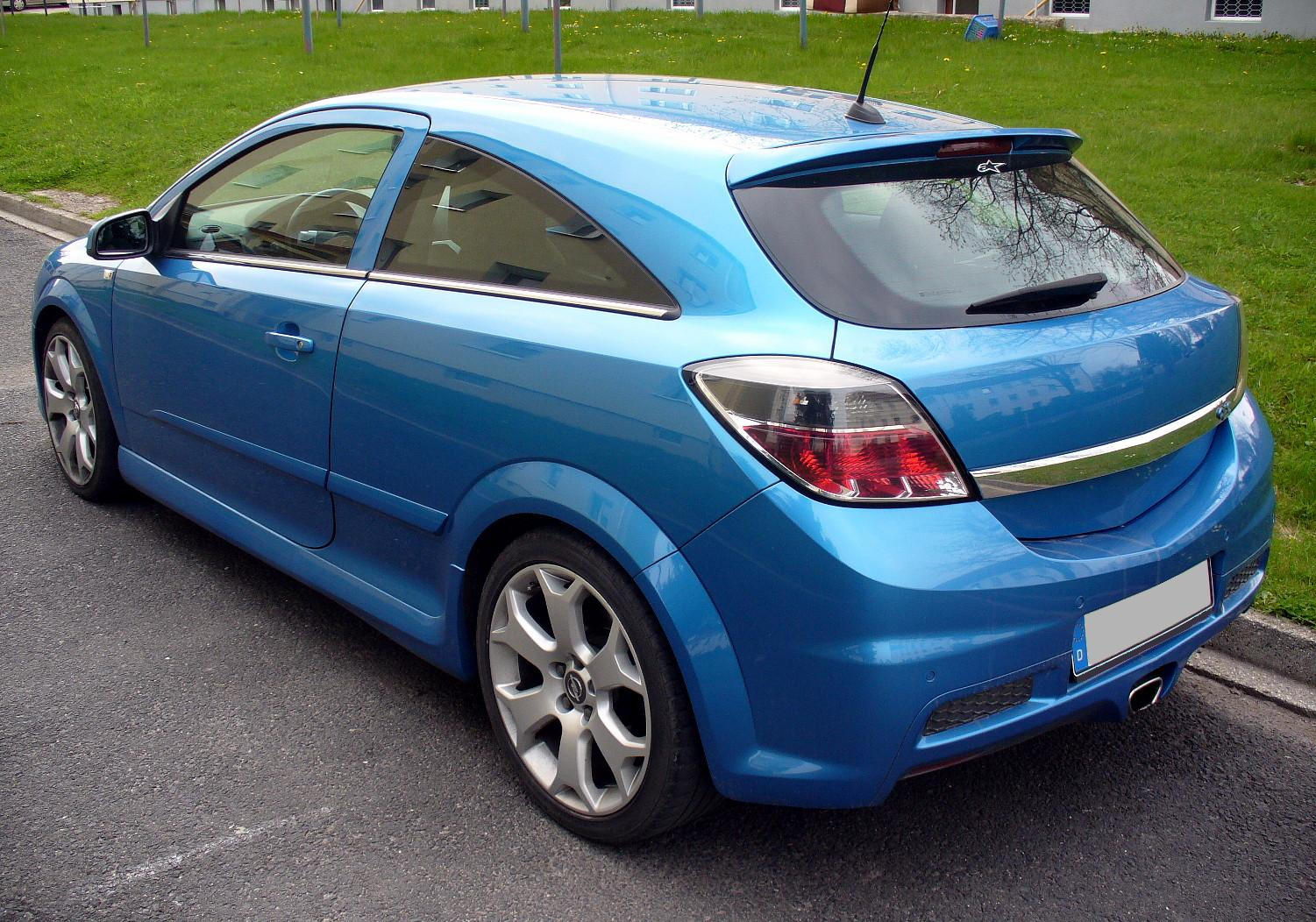
Opel Astra OPC II

У 2005 році Opel представив друге покоління OPC розроблене на основі Astra GTC (у Великій Британії продається як Vauxhall Astra VXR). Автомобіль оснащувався двигуном 2,0 л турбо ECOTEC (Z20 LEH) потужністю 240 к.с. (177 кВт) і 320 Нм крутного моменту. До 100 км/год трьохдверка розганялася за 6,4 секунди, а максимальна швидкість дорівнювала 244 км/год. У стандартну комплектацію версії OPC включається спортивний обвіс і Recaro інтер'єру, шестиступінчаста ручна коробка передач, ксенонові фари і 18-дюймові легкосплавні диски.
У 2008 році хетчбек Opel Astra OPC був випущений спеціальної обмеженою серією Nurburgring Edition. Рік по тому з'явилася спецверсія OPC — Race Camp.